# Yeti (téléfilm)
Pour les articles homonymes, voir Yéti (homonymie).
Série Maneater
Vipers
(21 septembre 2008) Le Monstre des marais
(12 octobre 2008)
Pour plus de détails, voir Fiche technique et Distribution.
Yeti (Yeti: Curse of the Snow Demon) est un téléfilm d'horreur américano-canadien réalisé par Paul Ziller et diffusé le 8 novembre 2008 sur Sci-Fi Channel. Il s'agit du treizième film de la collection Maneater series. Le film est très librement inspiré de l'accident du vol Fuerza Aérea Uruguaya 571 dans la cordillère des Andes en 1972.

## Synopsis
Un avion de ligne transportant une équipe de football américain s'écrase dans l'Himalaya. Les survivants, en plus d'avoir des problèmes pour trouver de la nourriture et de l'eau, sont la proie d'un monstre qui les dévore un par un.

## Fiche technique
- Titre : Yeti
- Titre original : Yeti: Curse of the Snow Demon
- Réalisation : Paul Ziller
- Scénario : Rafael Jordan d'après une histoire de Mark L. Lester
- Production : Martin Barab, Aaron Barnett, Dana Dubovsky, Eric Gozlan, Michael Greenfield, Daniel Grodnik, Richard Iott, Mark L. Lester et Wendy Kay Moore
- Musique : Michael Richard Plowman
- Photographie : Curtis Petersen
- Montage : Yale Kosinski et Lewis Schoenbrun
- Distribution : Stuart Aikins
- Décors : Michael Nemirsky
- Costumes : Katrina McCarthy
- Effets spéciaux de maquillage : Ryan Nicholson
- Effets spéciaux visuels : Jason Macza
- Pays d'origine :  Canada -  États-Unis
- Compagnie de production : American World Pictures, Daniel Grodnik Productions, Reel Entertainment, Braeburn Entertainment et Snow Demon Productions
- Compagnie de distribution : American World Pictures
- Format : Couleurs - 1.66:1 - Dolby Digital - 35 mm
- Genre : Horreur
- Durée : 90 minutes
- Date de sortie : 8 novembre 2008 (Sci-Fi Channel)

## Distribution
- Marc Menard (en) : Peyton Elway
- Carly Pope : Sarah
- Adam O'Byrne : Ravin
- Elfina Luk : Kyra
- Brandon Jay McLaren : Rice
- Crystal Lowe : Ashley
- Christian Tessier (en) : Dennis
- Kris Pope (en) : Garcia
- Taras Kostyuk (en) : le monstre
- Peter DeLuise : Sheppard
- Ed Marinaro (en) : Gorfida
- Ona Grauer : Fury
- Josh Emerson : Andrews
- Viv Leacock : Chubbs
- Sean Bell : Jackson

## Accueil
Le téléfilm a été vu par environ 2,5 millions de téléspectateurs lors de sa première diffusion américaine.
Selon le site Nanarland : « Sans être une pièce de haute volée...ce film est un parfait petit plaisir nanar ».

## DVD
En France, le film est sorti en DVD le 8 janvier 2009 chez F.I.P. au format 1.77:1 panoramique 16/9 en français et en anglais avec sous-titres français mais sans suppléments. (ASIN B001JHI7LC)